# Jagdgeschwader 134

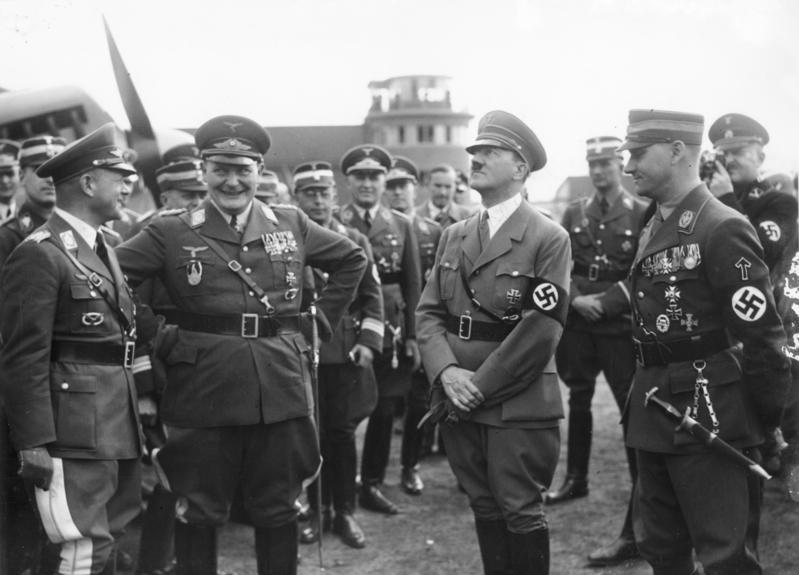
А.Гітлер, Г.Герінг на демонстраційних польотах у 134-й винищувальній ескадрі «Горст Вессель». 1936

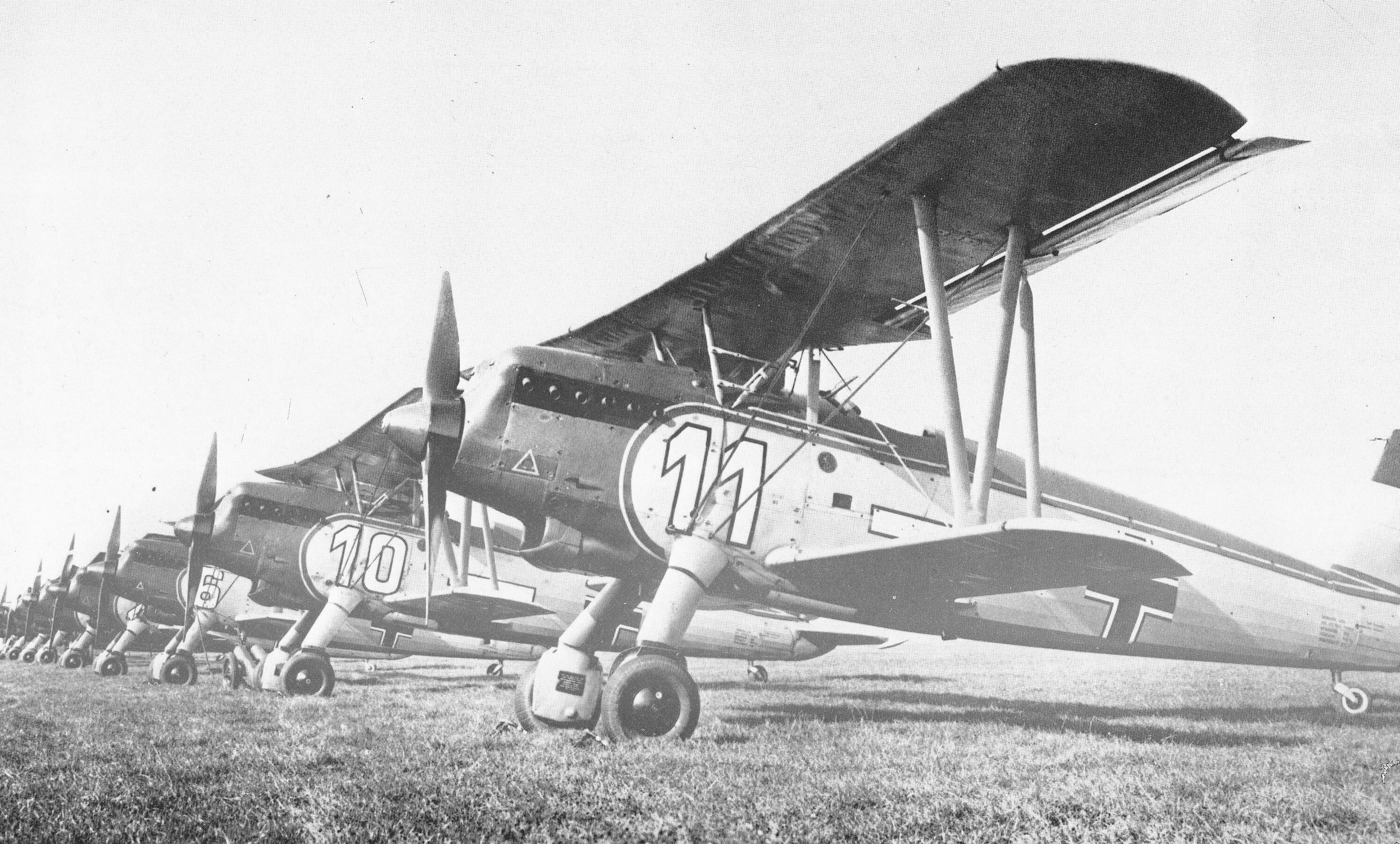
Винищувачі Ar 68F 134-ї винищувальної ескадри «Горст Вессель»

134-та винищувальна ескадра «Горст Вессель» (нім. Jagdgeschwader 134 "Horst Wessel" (JG 134) — винищувальна ескадра Люфтваффе, що була заснована невдовзі після заснування цього виду вермахту. 1 листопада 1938 року переформована на 142-гу винищувальну ескадру (JG 142).

## Історія
134-та винищувальна ескадра «Горст Вессель» заснована 4 січня 1936 року на аеродромі Дальгов-Деберіц із формуванням штабу та III.(s)/Jagdgeschwader 134. Пізніше до складу ескадри увійшли знов створені I, II та IV авіаційні групи.

## Командування

### Командири
- Оберстлейтенант Курт-Бертрам фон Дерінг (нім. Kurt-Bertram von Döring) (1 листопада 1938 — 1 січня 1939)

## Бойовий склад 134-ї винищувальної ескадри
- Штаб (Stab/JG134)
- 1-ша група (I./JG134)
- 2-га група (II./JG134)
- 3-тя група (III./JG134)
- 4-та група (IV./JG134)